# 瓊·布朗德爾
瓊·布朗德爾（Joan Blondell，1906年8月30日—1979年12月25日）是一位美國演員，從事電影和電視表演長達50年。
布朗德爾的職業生涯始於雜耍表演。在贏得選美比賽後，她開始了電影生涯，憑藉妙語連珠、性感的角色成為華納兄弟影業前法典好萊塢時期的常客，出演了100多部電影和電視劇。她在1930年代和40年代初在電影界最為活躍，在此期間與同事兼密友格倫達·法雷爾共同主演了九部電影。布朗德爾在餘生中繼續在電影和電視上演出，通常會出演一些小配角。她因在《藍色面紗》（1951年）中的出色表演而獲得奧斯卡最佳女配角獎提名。1958年，她憑藉在《繩舞者》中飾演法羅夫人一角獲得東尼獎最佳話劇女配角提名。
在她生命的盡頭，布朗德爾憑藉在《首映之夜》（1977年）中的出色表演獲得了金球獎最佳女配角獎提名。她還出演了另外兩部電影，一部是轟動一時的音樂大片《火爆浪子》（1978年），另一部是法蘭高·齊費里尼執導的《冠軍》（1979年），後者在她因白血病去世前不久上映。

## 外部連結
- 互聯網百老匯資料庫（IBDB）上瓊·布朗德爾的資料（英文）
- 瓊·布朗德爾在互联网电影资料库（IMDb）上的資料（英文）
- TCM电影资料库上瓊·布朗德爾的资料（英文）
- Photographs of Joan Blondell
- Joan Blondell Q&A with Biographer Matthew Kennedy